# Samsung
Skupina Samsung  (Hangul: 삼성 그룹; hanja: 三星 그룹; Korejska izgovorjava: [sam.sʌŋ ɡɯ'ɾup̚]) je južnokorejski konglomerat, ter multinacionalno podjetje s sedežem v Samsung Townu v Seulu. Vsebuje številne hčerinske družbe in partnerska  podjetja od tega je večina od njih združenih pod blagovno znamko Samsung (stilizirano SΛMSUNG).
Pomembnejše Samsungove  industrijske podružnice vključujejo Samsung Electronics (največje svetovno informacijsko tehnološko podjetje po prihodkih v letu 2012)), Samsung Heavy Industries (druga največja ladjedelniška družba na svetu po prihodkih v letu 2010)), , Samsung Engineering in Samsung C & T (35 oziroma 72 največje gradbeno podjetje) in Samsung Techwin (proizvodnja orožja ter optoelektronike))..  Druge pomembne podružnice vključujejo Samsung življenjska zavarovanja (14 največja  življenjska zavarovalnica na svetu), ), Samsung Everland ( Upravljavec Everland Resorta ki je najstarejši tematski park v Južni Koreji) ) in Cheil worldwide (19 največja oglaševalska agencija po prihodkih v letu 2010).
Samsung proizvaja okoli petino celotnega izvoza Južne Koreje. Prihodki podjetja  presegajo  BDP številnih držav po svetu. V letu 2006, je bil Samsung  35 največje gospodarstvo na svetu. Podjetje ima močan vpliv na južnokorejski  gospodarski razvoj, politiko, medije in kulturo,ter je bilo glavna gonilna sila za "čudež na reki Han".

## Ime
Po mnenju ustanovitelja  skupine Samsung , pomen korejske besede Hanja oziroma  Samsung (三星) pomeni "Tristar" ali "tri zvezde". Beseda "tri" predstavlja nekaj "velikega, številnega in močnega", "zvezde" pa pomenijo večnost .

## Zgodovina

### 1938-1970
Leta 1938 je Lee Byung-chull (1910-1987), iz velike družine veleposestnikov iz občine Uiryeong prišel do bližnjega mesta Daegu in ustanovil Samsung Sanghoe (삼성 상회, 三星 商会). Mala trgovska družba s sedežem  v Su-dong (zdaj Ingyo-dong)je zaposlovala 40 delavcev. Podjetje se je ukvarjalo s trgovino z živili proizvedenih v in okolici mesta ter proizvajalo svoje lastne rezance. Z razcvetom podjetja se je Lee 1947 odločil za selitev sedeža podjetja v Seul. Ob izbruhu korejska vojne je bil prisiljen zapustiti Seul, in v Busanu ustanovil rafinerijo sladkornega trsa imenovano  Cheil Jedang. Po vojni, leta 1954,je Lee ustanovil Cheil Mojik in zgradili tovarno v Chimsan-dong  Daegu. To je bila tedaj največja predilnica volne v državi.
Samsung je bil dejaven na številnih področjih zato se je Lee odločil, da utrdi podjetje Samsung kot eno vodilnih na področjih kot so zavarovalništvo, varovanje ter maloprodaja. Lee daje velik pomen industrializaciji, zato osredotoči svoje gospodarske razvojne strategije na peščico velikih domačih konglomeratov, ki jih ščiti pred konkurenco in jim finančno tudi pomaga.
Leta 1948,je Cho Hong-JAI (ustanovitelj skupine Hyosung) skupaj z Lee Byung-chullom  investira v novo podjetje z imenom Samsung Mulsan Gongsa (삼성 물산 공사), ali Trading Samsung Corporation. Trgovsko podjetje je zraslo v  današnjo korporacijo Samsung C & T. Po nekaj letih se  Cho in Lee zaradi razlik v upravljanju poslovno razideta. Lee je želel priti do 30% deleža v skupini, po poravnavi pa so podjetje razdelili na skupino Samsung,  skupino  Samsung Hyosung, Hankook Tire, in druge. 
V poznih 60-ih letih je skupina Samsung vstopila v elektronsko industrijo. Skupina ustanovi več med seboj povezanih oddelkov, kot so  Samsung Electronics Co., Samsung Electro-Mechanics Co., Samsung Corning Co. in Samsung Semiconductor & Telecommunications Co. ter zgradila proizvodnji obrat  v Suwonu. Njihov prvi izdelek je bil črno-beli televizor.

### 1970-1990
SPC-1000, predstavljen  leta 1982, je bil prvi Samsungov osebni računalnik  (namenjen izključno korejskemu trgu) in je uporabljal avdio kaseto za nalaganje in shranjevanje podatkov - disketna enota pa je bila opcijska. 
Leta 1980 je Samsung pripojil podjetje Hanguk Jeonja Tongsin in začel z industrijo telekomunikacijske strojne opreme. Njeni začetni  izdelki so bile centrale. Obrat so nadgradili za namen proizvodnje telefonov  in faksov, posledično je obrat postal center Samsungove proizvodnje mobilnih telefonov. Do danes so izdelali  več kot 800 milijonov mobilnih telefonov. Leta 1980 je Samsung obrat preimenoval v Samsung Electronics Co..
Po smrti ustanovitelja leta 1987,se je skupina Samsung  razdela v štiri poslovne skupine. Skupina Samsung, skupina Shinsegae, skupina CJ  in skupina Hansol. Danes so te ločene skupine  neodvisne in niso del  ali povezane z  skupino Samsung. Predstavnik skupine Hansol je dejal: »Samo ljudje, ki ne poznajo zakonodaje, ki ureja poslovni svet  ne morejo  verjeti, kaj tako absurdnega," in dodal: "Ko se je leta 1991 skupina Hansol ločila od skupine Samsung, je prekinila  vse plačilne garancije ter vezi s podružnicami Samsung. Vir  blizu skupine  Hansol  trdi, da imajo Hansol, Shinsegae in CJ je po ločitvi od skupine Samsung neodvisno upravljanje. Izvršni direktor Shinsegae Department Store je dejal "Shinsegae nima plačilnih jamstev, povezanih s skupino Samsung". 
Leta 1980, je skupina Samsung Electronics je začel z velikimi vlaganji  v raziskave, razvoj in investicije, ki so ključnega pomena pri dvigovanju družbe na čelo svetovne industrije elektronike. Leta 1982 so zgradili na Portugalskem obrat za izdelavo televizij, leta 1984, obrat v New Yorku, leta 1985, obrat v Tokiu, leta 1987  v Angliji in še objekt  v Austinu  leta 1996. Od leta 2012 je Samsung vložil več kot 13 milijard dolarjev v objekt v Austinu, ki deluje pod imenom Samsung Semiconductor Austin LLC. To pomeni, da je v Austinu  največja tuja investicija v Teksasu, in ena od največjih posameznih tujih naložb v Združenih državah Amerike.

### 1990-2000
Samsung je začel leta 1990 pridobivati na veljavi  kot mednarodna korporacija. Gradbena veja Samsunga je dobil pogodbo za gradnjo enega od dveh stolpov Petronas v Maleziji, Taipei 101 na Tajvanu in Burj Khalifa v Združenih arabskih emiratih. Leta 1993 je Lee Kun-hee prodal 10 podružnic skupine Samsung, zmanjšal obseg podjetja, ter združil ostale veje podjetja,  da bi  se osredotočil na tri panoge: elektronika, inženiring in kemikalije. Leta 1996 je skupina Samsung ponovno pridobila Sungkyunkwan univerzitetno ustanovo.

Samsung je leta 1992 postal največji proizvajalec pomnilniških čipov na svetu, ter drugi največji proizvajalec procesorjev za Intelom. Leta 1995 je ustvaril svoj prvi LCD zaslon, deset let kasneje pa je Samsung  postal največji svetovni proizvajalec LCD zaslonov. Podjetje Sony, ki ni  investiralo v velike TFT-LCD zaslone je pozvalo  podjetje Samsung  k sodelovanju. Leta 2006 je nastal plod medsebojnega sodelovanja  S-LCD za zagotovitev stabilne dobave LCD panelov za oba proizvajalca. S-LCD je v lasti Samsunga(50% + 1 delnica) in Sonya (50% minus 1 delnica) in upravlja svoje tovarne in objekte v Tangjung, Južna Koreja. 26. decembra 2011 je bilo napovedano, da je Samsung pridobil lastniški delež Sonya v tem skupnem podjetju. 

V primerjavi z drugimi večjimi korejskimi družbami je Samsung razmeroma neboleče preživel  azijsko finančno krizo leta 1997, vendar pa je bil Samsung Motor prodan Renaultu s precejšnjo izgubo. Od leta 2010 je Renault Samsung v 80,1-odstotni lasti Renaulta in 19,9-odstotni lasti Samsunga. Poleg tega je od leta 1980-1990  Samsung proizvajal tudi letala. Leta 1999 je bilo ustanovljeno podjetje Korea Aerospace Industries (KAI), kot rezultat združitve med takratnimi tremi domačimi oddelki vesoljskih tehnologij Samsung Aerospace, Daewoo Heavy Industries, in Hyundai Space and Aircraft Company. Samsung še vedno proizvaja letalske motorje in plinske turbine.